# Gnamptogenys banksi
Gnamptogenys banksi är en myrart som först beskrevs av Wheeler 1930.  Gnamptogenys banksi ingår i släktet Gnamptogenys och familjen myror. Inga underarter finns listade i Catalogue of Life.